# Barret cordovès

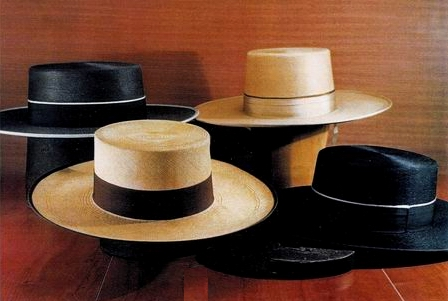
Barrets cordovesos.

El barret cordovès és un barret tradicional fabricat a la ciutat de Còrdova i usat tradicionalment en gran part d'Andalusia. No existeixen unes mesures estàndard pel barret cordovès, les formes i l'ala són variades. La forma pot variar des de 10 a 12 cm, mentre que l'ala pot variar entre els 8 i 12 cm. Pel que fa als colors, hi ha moltes tipologies: marró, grisa perla, verd marí, blau marí, etc.
Els seus orígens no estan clars, ja que encara que en alguns gravats del segle XVII es pot veure a alguns jornalers que ho vesteixen, no va ser fins al segle xix i principis del segle XX quan es generalitza el seu ús. Alguns personatges que l'han vestit han estat el cantaor flamenc Juanito Valderrama, o Antonio Cañero i el torero Manolete. Apareix en les pintures de Julio Romero de Torres. També va ser usat pels Beatles, en la seva visita a Espanya com a símbol del país. I el futbolista del Reial Betis, Finidi George, el va utilitzar, després de marcar, a cada celebració.